# 最內肋間肌
最內肋間肌（英語：Innermost intercostal muscle）是最內層的肋間肌，其中通過了肋間神經及血管以及肋間內肌。

## 附加图片

關於最內肋間肌的動畫（红色表示最內肋間肌）
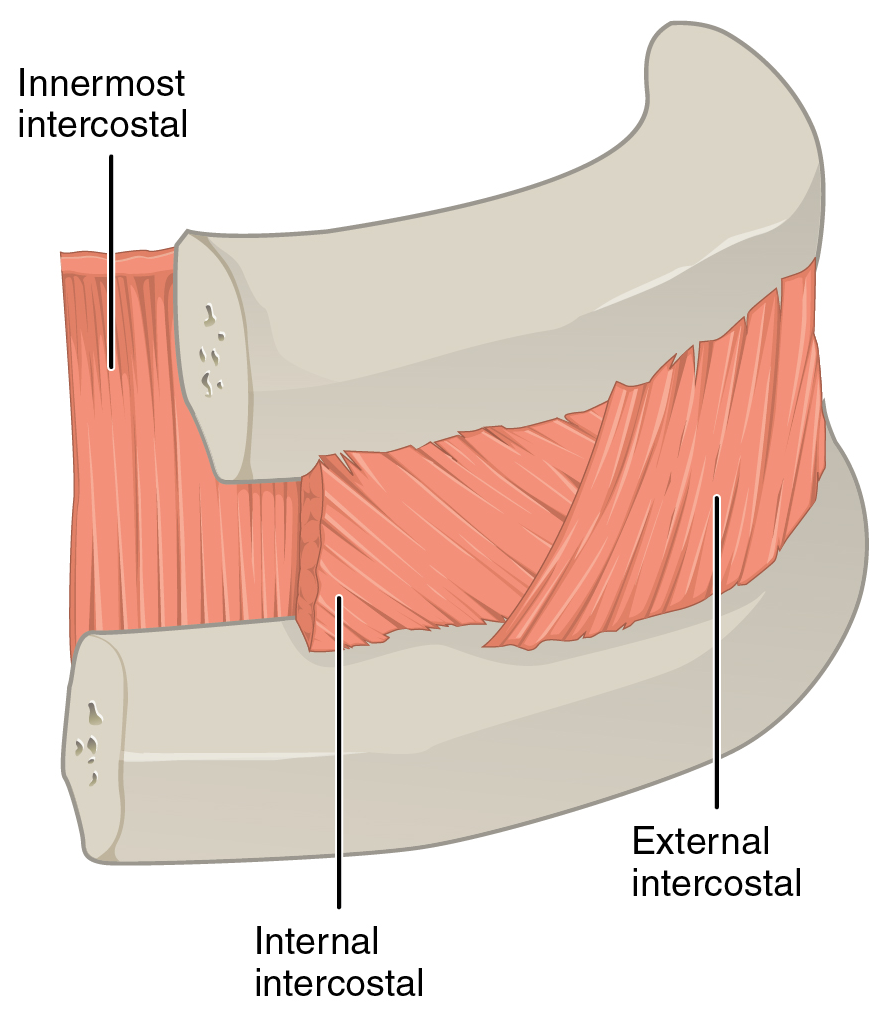
胸腔壁切面，顯示三種肋間肌（圖爲左壁）